# 촌그라드

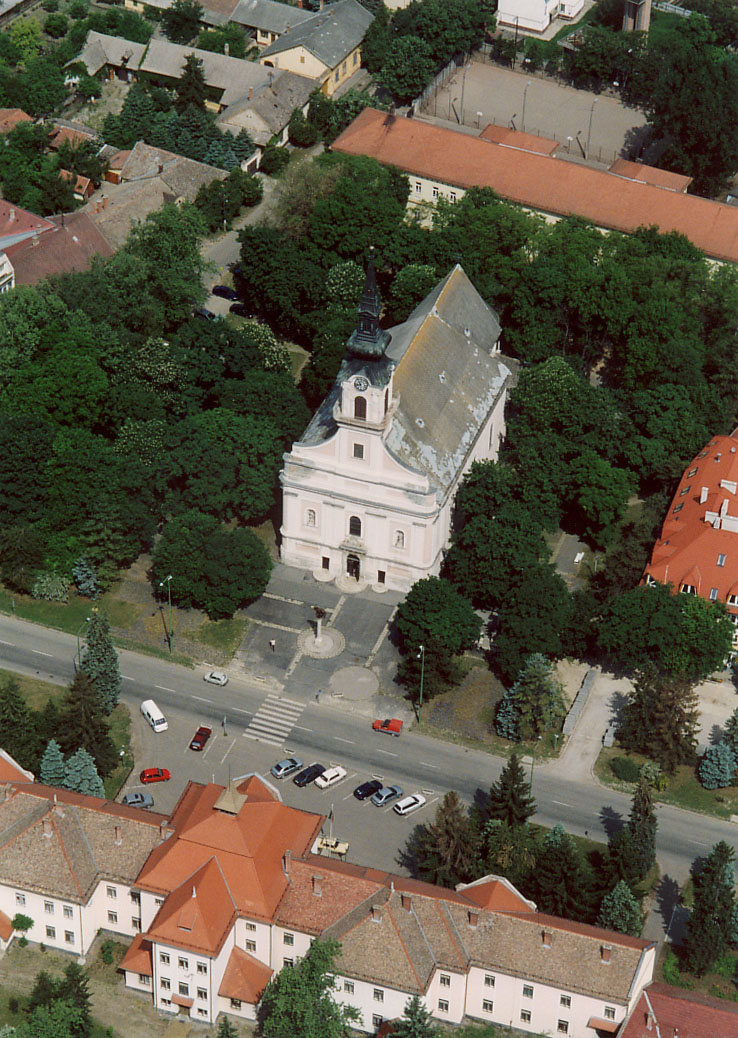
촌그라드

촌그라드(헝가리어: Csongrád)는 헝가리 촌그라드처나드주에 위치한 도시로 면적은 183.683km2, 높이는 83m, 인구는 17,686명(2009년 기준), 인구 밀도는 107.61명/km2이다.